# Flamingo Las Vegas
Het Flamingo Las Vegas (voorheen The Fabulous Flamingo en Flamingo Hilton Las Vegas) is een hotel en casino op de Las Vegas Strip in de Amerikaanse stad Las Vegas. Het casino is bijna 7200 m² groot en het hotel heeft 3626 kamers. Het hotel wordt ook wel eens het pink hotel genoemd, vanwege de roze neonlichten. Het 61.000 m² grote perceel is gevormd naar een Caraïbisch thema, met het centraal gelegen verblijf van de Flamingo's en de Pinguïns als deel van het Wildlife Habitat. Het casino heeft een eigen monorailhalte op het eind van het perceel.

## Geschiedenis
Het hotel werd in 1945 gebouwd en was eigendom van maffiakopstuk Bugsy Siegel. De opening was gepland op 26 december 1946 met een grote show met de legendarische entertainer Jimmy Durante. Twee weken later sloot het hotel de deuren met een verlies van 300.000 dollar en het heropende op 1 maart 1947 onder de naam The Fabulous Flamingo. Siegel en zijn vriendinnetje bleken bijzonder slecht met het geld voorgeschoten door de maffia om te springen. Omdat waarschuwingen door zijn jeugdvriend en maffiaboekhouder Meyer Lansky niets uithaalden, werd Siegel – zelf ooit een huurmoordenaar – door een hitman  op bloedige wijze afgemaakt.
Na de moord op Bugsy Siegel bleef het hotel in handen van de maffia. Vanaf die periode werd het hotel bekend door zijn shows met Amerikaanse sterren als Tony Martin, Jimmy Durante, Lena Horne, Louis Armstrong en Polly Bergen. Ook in de daaropvolgende decennia kon men er terecht voor shows met Amerikaanse sterren als Vic Damone, Milton Berle, Bobby Darin, Harry James en Lionel Hampton.
In 1963 werd het hotel de achtergrond van de speelfilm Viva Las Vegas met Elvis Presley en Ann-Margret. Deze film gaf de Flamingo nog meer internationale uitstraling. Daarnaast is de Flamingo een van de vijf casino's die door de leden van The Rat Pack beroofd worden in de film Ocean's 11. Bovendien komt het hotel voor in de film Fear and Loathing in Las Vegas met Johnny Depp en Benicio del Toro.
In de jaren zestig en zeventig werd het hotel de thuisbasis van een aantal zeer populaire Amerikaanse artiesten die op regelmatige basis of voor langere tijd werden geboekt, zoals Leslie Ugams, Fats Domino, Tony Sandler & Ralph Young, Wayne Newton, Paul Anka, Tom Jones, Gladys Knight en vele anderen.

## Mediareferenties
- The Pink Swan uit de videogame Grand Theft Auto: San Andreas is een parodie op dit casino.
- De film Bugsy met Warren Beatty als Bugsy Siegel vertelt op gedramatiseerde wijze over de bouw van de Flamingo en de moord op de gevaarlijke Siegel.